# Comissió del Parlament Europeu
Les comissions parlamentàries (també anomenats comitès parlamentaris) del Parlament Europeu són els òrgans polítics de treball en què s'organitzen els diputats del Parlament Europeu per realitzar el seguiment especialitzat dels afers i tasques polítiques de la Unió Europea que correspon a aquesta institució.
La seva constitució, funcions, terme i composició, que haurà de reflectir la composició política de la cambra, són competència del ple, a proposta de la Conferència de Presidents. Les comissions escullen a les seves respectives taules, compostes per un president i un o diversos vicepresidents. Per a cada assumpte que se li sotmet a consideració la comissió parlamentària designarà un diputat ponent, que serà l'encarregat d'elaborar un projecte d'acte que serà discutit i votat en comissió, i posteriorment elevat al ple. El nombre de membres d'una comissió actualment oscil·la entre els 24 i els 76 diputats; generalment cada diputat és membre d'una comissió i suplent d'una altra. A més les comissions parlamentàries poden constituir en el seu si subcomissions, algunes de les quals poden arribar a ser molt importants, com la Subcomissió de Seguretat i Defensa.
Les comissions parlamentàries de l'Eurocambra es reuneixen almenys una vegada al mes, a la seu de Brussel·les. Els seus presidents es coordinen en el si de la Conferència de Presidents de Comissió.

## Classificació
Existeixen tres tipus de comissions parlamentàries que es diferencien d'acord amb la seva durada i les seves funcions: les comissions permanents, les comissions especials i les comissions d'investigació.
Les comissions permanents es caracteritzen per ocupar-se, amb caràcter indefinit, dels assumptes relacionats amb una determinada matèria. L'elecció dels membres de les comissions es produeix en el primer període de sessions del Parlament recentment constituït, produint-se una nova elecció després de dos anys i mig. Són essencials en l'acompliment de la tasca legislativa del Parlament.
Les comissions especials són creades pel ple a proposta de la Conferència de Presidents. En la seva creació s'especificarà la seva composició, les seves funcions, i la durada del seu mandat, que no podrà excedir de dotze mesos, tret que transcorregut aquest termini, el ple del Parlament Europeu concedeixi una pròrroga.
Finalment, les comissions d'investigació són òrgans ad hoc que tindran per objecte l'examen de les al·legacions d'infracció o de mala administració en l'aplicació del Dret comunitari que resultessin d'actes d'una institució, òrgan o organisme de la Unió, o d'una administració pública d'un Estat membre, o de persones facultades pel Dret comunitari per a l'aplicació d'aquest. La seva constitució correspondrà al ple del Parlament, a sol·licitud d'una quarta part dels seus membres.

## Llista de comissions i subcomissions
El Parlament Europeu constituït després de les eleccions de 2009 va establir la següent relació de comissions i subcomissions parlamentàries per al període 2009-2012:
- Comissió d'Afers exteriors, que integra
  - la Subcomissió de Seguretat i Defensa,
  - la Subcomissió de Drets Humans;
- Comissió de Desenvolupament;
- Comissió de Comerç Internacional;
- Comissió de Pressupostos;
- Comissió de Control Pressupostari;
- Comissió d'Afers Econòmics i Monetaris;
- Comissió d'Ocupació i Afers Socials;
- Comissió de Medi ambient, Salut Pública i Seguretat Alimentària;
- Comissió d'Indústria, Investigació i Energia;
- Comissió de Mercat Interior i Protecció del Consumidor;
- Comissió de Transports i Turisme;
- Comissió de Desenvolupament Regional;
- Comissió d'Agricultura i Desenvolupament Rural;
- Comissió de Pesca;
- Comissió de Cultura i Educació;
- Comissió d'Afers Jurídics;
- Comissió de Llibertats Civils, Justícia i Assumptes d'Interior;
- Comissió d'Afers Constitucionals;
- Comissió de Drets de la Dona i Igualtat de Gènere;
- Comissió de Peticions.

Alhora s'han constituït dues comissions especials:
- una Comissió de Crisi Financera, Econòmica i Social;
- una Comissió sobre reptes polítics.